# Eckernförder Bucht mit Flachgründen
Eckernförder Bucht mit Flachgründen este o arie protejată (arie de protecție specială avifaunistică — SPA) din Germania întinsă pe o suprafață de 12.064 ha, integral marine.

## Localizare
Centrul sitului Eckernförder Bucht mit Flachgründen este situat la coordonatele 54°30′14″N 10°08′56″E / 54.5039°N 10.1489°E.

## Înființare
Situl Eckernförder Bucht mit Flachgründen a fost declarat arie de protecție specială avifaunistică în septembrie 2004 pentru a proteja 5 specii de animale.

## Biodiversitate
Situată în ecoregiunea continentală, aria protejată nu include niciun habitat protejat.
La baza desemnării sitului se află mai multe specii protejate de  păsări (5): rața moțată (Aythya fuligula), Bucephala clangula, Clangula hyemalis, Podiceps cristatus cristatus, eider (Somateria mollissima).